# Vladimir Pletser

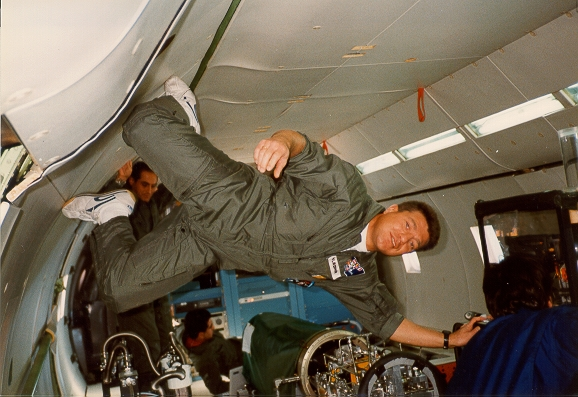
Vladimir Pletser flotant durant vols parabòlics a bord del NASA DC9/30 a l'octubre de 1995.

Vladimir Pletser (nascut el 28 de febrer de 1956) és el principal físic-enginyer del Centre Europeu de Recerca i Tecnologia Espacials (ESTEC) de l'ESA des del 1985.
És un expert en microgravetat durant els vols parabòlics en avions en el qual té un rècord mundial.
És conegut com el ‘Ministre dels Vols Parabòlic’, ‘Mister Parabolas',
‘Homo Parabolicus' o ‘Mister Microgravity’.
Com a candidat d'astronauta belga des del 1991, va estar dos mesos d'entrenament en el 1995 al Johnson Space Center de la NASA a Houston. Va ser seleccionat per la Mars Society en el 2001, va participar en tres campanyes internacionals de simulacions de missions tripulades a Mart.